# Tadeusz Urbański (chemik)
Tadeusz Urbański (ur. 13 października?/26 października 1901 w Jekaterynodarze, zm. 29 maja 1984 w Warszawie) – polski chemik, profesor Politechniki Warszawskiej.

## Życiorys
Urodził się w rodzinie Rajmunda Mariana Urbańskiego (zm. 1915), sędziego Sądu Okręgowego w Jekaterynodarze, i Jadwigi z Pogorzelskich (zm. 1962). Miał troje starszego rodzeństwa: Jerzego (zm. w wieku 10 lat), Jadwigę (zm. w wypadku w wieku 20 lat) i Włodzimierza (zm. 1981). W 1910 r. Rajmund Urbański uzyskał stanowisko w Sądzie Apelacyjnym w Nowoczerkasku i przeprowadził się tam z rodziną. W tamtejszym gimnazjum Tadeusz uczył się w latach 1911–1919. Po śmierci ojca Tadeusz pomagał utrzymywać rodzinę, udzielając korepetycji z matematyki i łaciny. Od 1917 r. walki podczas rewolucji bolszewickiej prowadziły do licznych przerw w działalności szkół. W tej sytuacji Urbański, w ostatnim roku nauki przerobił materiał 2 klas i o rok wcześniej zdał maturę – eksternistycznie, w gimnazjum w Jekaterynodarze. Jego brat Włodzimierz, fizyk i matematyk, namówił go do studiów chemicznych. W latach 1919–1921 uczył się na Wydziale Chemicznym Politechniki w Nowoczerkasku. W tym czasie zapoznał się z krótkim opisem reakcji wybuchowych w gazach, autorstwa francuskiego chemika Le Chateliera. Zainteresowało go przejście procesu spalania wodoru lub metanu ze stosunkowo powolnej deflagracji do ok. 1000× szybszej detonacji. Podjął wówczas decyzję o zajęciu się badaniami chemii materiałów wybuchowych. W 1921 r. rodzina Urbańskich przeniosła się do Polski. Tadeusz Urbański został przyjęty na 4 semestr studiów na Wydziale Chemicznym Politechniki Warszawskiej; utrzymywał się z dorywczych korepetycji. Po zdaniu trudnego i kluczowego egzaminu u prof. Jana Bieleckiego dostał promocję na semestr 5. W 1922 r., dzięki rekomendacji prof. Bieleckiego, rozpoczął pracę w Wojskowym Laboratorium Analitycznym, kierowanym przez prof. Józefa Boguskiego, która jednak trwała krótko – Urbański był krótkowidzem, co nie podobało się prof. Boguskiemu. Pod swoją opiekę przyjął go wówczas prof. Wojciech Świętosławski, powierzając mu badania termochemiczne reakcji diazowania kwasów amino-neftolosulfonowych. Urbański chętnie podjął tę tematykę, rozumiejąc, że termochemia jest kluczowym obszarem badań materiałów wybuchowych. Jeszcze przed uzyskaniem dyplomu (1924) rozpoczął pracę jako chemik i kierownik laboratorium w Górnośląskich Fabrykach Materiałów Wybuchowych w Łaziskach Górnych. Wkrótce opublikował kilka artykułów naukowych dotyczących detonacji, co spowodowało konflikt z dyrektorem, a w końcu rezygnację z pracy w 1926 r. W tym samym roku ożenił się z Jadwigą z Maciejowskich (zm. 1984) i – dzięki rekomendacji prof. Boguskiego – wyjechał z żoną na 2-letnią praktykę do renomowanej wówczas Service des Poudres we Francji. Zaznajomił się wówczas z technologiami produkcji nitrocelulozy i prochu bezdymnego.
Po powrocie do Polski zaczął pracę w Instytucie Technicznym Uzbrojenia, obejmując stanowisko kierownika pracowni w Fabryce Prochu w Pionkach. W 1933 r. wypromował pierwszego doktora, Juliusza Hackela, późniejszego profesora i prorektora Politechniki Warszawskiej.
Jego współpracownikami byli Zbigniew Kapuściński i Tadeusz Tucholski (późniejsze ofiary zbrodni katyńskiej; ponadto pierwszy z nich w latach 30. uczył go pilotażu lotniczego w Aeroklubie Warszawskim).
Po wybuchu II wojny światowej wraz ze swoim laboratorium ewakuował się na wschód, a po inwazji sowieckiej 17 września 1939 został aresztowany wraz z wszystkimi pracownikami Instytutu Technicznego Uzbrojenia. Jako osoba cywilna został wkrótce zwolniony i przedostał się do Lwowa, gdzie zorganizował pomoc dla studentów i pracowników Wydziału Chemicznego PW. Dowiedziawszy się od żony, że w Warszawie jest poszukiwany przez Niemców, podjął decyzję o ucieczce na Zachód. Początkowo skończyło się to niepowodzeniem i został aresztowany przez Sowietów w Stanisławowie pod zarzutem szpiegostwa. Dzięki wstawiennictwu prof. Alicji Dorabialskiej, ówczesnej dziekan Wydziału Chemicznego Politechniki Lwowskiej został zwolniony i wrócił do Lwowa. Niezwłocznie podjął kolejną próbę ucieczki: stosunkowo łatwo przedostał się do Lublina, a następnie przez Słowację na Węgry, a następnie przez Jugosławię i Włochy do Francji. Tam pracował dla Centre national de la recherche scientifique nad podmuchem wywołanym przez bomby lotnicze. W maju 1940 r. wyjechał na 2 tygodnie do Anglii. Pomimo trudnej sytuacji militarnej powrócił do Francji. Z powodu sukcesów Niemiec, od razu rozpoczął ucieczkę, jadąc kilkaset kilometrów na rowerze. Dojechał do St. Jean-de-Luz i tuż przed odpłynięciem dostał się na pokład Baron Nairn, ostatniego statku do Anglii. Tam został przyjęty do Research Department, Ministry of Supply. Prowadził badania nad nowymi materiałami palnymi, mogącymi mieć zastosowanie jako paliwa rakietowe. Ośrodek badawczy znajdował się początkowo w Londynie, ale wkrótce został przeniesiony na północ, do Shrewsbury, gdzie nie był zagrożony nalotami. Później przeniesiono go na Uniwersytet Walijski, do laboratorium w Swansea. W 1944 r. awansował na stanowisko Principal Experimental Officer. 
Pod koniec wojny podjął badania w nowym obszarze chemii leków, badając związki o budowie zbliżonej do witaminy B6. Otrzymał w tym czasie propozycję przyjęcia obywatelstwa brytyjskiego i awansu na kierownika w Research Department, Ministry of Supply. Miał też ofertę objęcia stanowiska profesora na uniwersytecie w São Paulo w Brazylii. Podjął jednak decyzję o powrocie do Polski, do której dotarł w połowie 1946 r.
Został przyjęty na stanowisko profesora nadzwyczajnego Wydziału Chemicznego Politechniki Warszawskiej. W 1948 r. awansował na profesora zwyczajnego. W latach 1946–1950 był też dziekanem tego wydziału. Równolegle kierował Działem Organicznym warszawskiego Instytutu Chemii Przemysłowej. Udało mu się doprowadzić do odbudowy budynków Chemii I Technologii Chemicznej. Naukowo zajmował się wówczas technologią produkcji garbników syntetycznych, środkami ochrony roślin i chemią leków. Interesowały go zwłaszcza kwasy hydroksamowe i synteza aktywnych biologicznie związków heterocyklicznych z nitroalkanów. Jego wychowankami byli m.in. późniejsi naukowcy: doc. Hanna Piotrowska, prof. Michał Witanowski, prof. Mieczysław Mąkosza i prof. Bogumił Hetnarski.
W 1952 r. rozpoczął organizację nauczania w obszarze materiałów wybuchowych na powołanej w tym roku Wojskowej Akademii Technicznej. Z uczelnią tą był związany do 1970 r. W 1952 r. został członkiem korespondentem, a w 1956 r. członkiem rzeczywistym PAN. W latach 1964–1967 był dyrektorem Instytutu Chemii Organicznej PAN.
Był autorem trzytomowej monografii dotyczącej materiałów wybuchowych Chemia i technologia materiałów wybuchowych, Wyd. Ministerstwa Obrony Narodowej, 1954. Została ona przetłumaczona na język angielski i wydane przez Macmillan w roku 1964 i Pergamon Press (obecnie Elsevier) w 1984–1985 jako czterotomowa publikacja Chemistry and technology of explosives (ISBN 0-08-010238-7). Był też autorem lub współautorem ok. 500 publikacji naukowych.
Jego przodkiem był Wojciech Urbański.
Zmarł w Warszawie, pochowany na cmentarzu Powązkowskim (kwatera 207-5-20).

## Ordery i odznaczenia
- Krzyż Komandorski z Gwiazdą Orderu Odrodzenia Polski (1971)[24]
- Krzyż Oficerski Orderu Odrodzenia Polski (19 lipca 1954)[25]
- Złoty Krzyż Zasługi (22 lipca 1951)[26]
- Medal 10-lecia Polski Ludowej (14 stycznia 1955)[27]
- Medal Jędrzeja Śniadeckiego (1985)

## Nagrody i wyróżnienia
- Nagroda Państwowa II stopnia za prace nad syntezą preparatów przeciwgruźliczych i wielu innych związków leczniczych (1952)[28]
- nominacja do Nagrody Nobla w dziedzinie chemii (1962)[29]
- tytuł doktora honoris causa Politechniki Warszawskiej (1981)[30]